# Convivio (Dante)

Capa de edição inglesa de 1903.

O Convivio é uma obra de Dante. Estima-se que tenha sido escrita durante o exílio, entre 1304 e 1307. O termo "convivio" vem do latim "convivium" e significa "banquete". O objetivo do tratado, escrito em dialeto florentino (volgare), consiste em brindar com um “banquete de sabedoria” a todos os que desconheciam o latim, que ao fim do século XIII ainda era a língua de transmissão do conhecimento e do debate científico, sobretudo no que tocava à política, à filosofia e à poesia. Ainda que Dante houvesse planejado quinze tratados, ele só terminou quatro, provavelmente já envolvido na composição do De Vulgari Eloquentia e, até mesmo, da Divina Comédia. Apesar das semelhanças de formato com a Vita Nuova, uma obra lírica dedicada ao amor por Beatriz, a prosa do Convivio é de cunho argumentativo, tendo a filosofia como principal motivo.